# Милиционная улица (Ижевск)
Милицио́нная у́лица — улица Ижевска, расположенная в Октябрьском районе города. Проходит по высокому берегу Ижевского пруда с юга на север от его водосбросных сооружений до улицы Шумайлова и от улицы 5 Подлесной до 7 Подлесной. Нумерация домов ведётся с юга, от проезда Дерябина.

## История
Милиционная — одна из старейших улиц Ижевска. Изначально улица называлась Первой (нумерация шла от пруда), затем — Береговой, в декабре 1918 года получила название улицы Красного Террора. 7 октября 1920 года улица была поделена на две частиː Милиционную улицу и улицу Свердлова. Название «Милиционная» к милиции никакого отношения не имеетː в 1920-х годах один из лидеров большевиков Лев Троцкий предложил так называемую «милиционную» армию, которая в мирное время имела бы минимум кадров, а большинство рядовых и офицеров призывалось бы на службу только в случае военной угрозы.
В дореволюционном Ижевске Береговая улица была одной из центральных, дворянских улиц, где жили люди высокого звания. Здесь стоял особняк, в котором жили командиры Ижевского завода. Некоторые из них носили звание генерала, а потому сейчас главное здание Береговой называют Генеральским домом.
Кроме Генеральского дома на улице Милиционной и по соседству с ней сохранились и другие старинные зданияː музей истории завода «Ижмаш», пивзавод Бодалёва и насосная станция, корпус ложевых сушил, первые в Ижевске ясли, хлебозавод № 1 и т. д.

## Описание
Милиционная улица начинается у водосбросных сооружений Ижевского пруда на перекрёстке с проездом Дерябина, набережной Зодчего Дудина и улицей Свердлова. Улица фактически является продолжением улицы Свердлова и следует от неё на север. Пересекает эспланаду Центральной площади, Широкий переулок, улицу Кирова и 6-ю Подлесную улицу. С чётной стороны примыкают улицы Бородина и Лихвинцева, с нечётной стороны — Родниковая улица.

## Достопримечательности

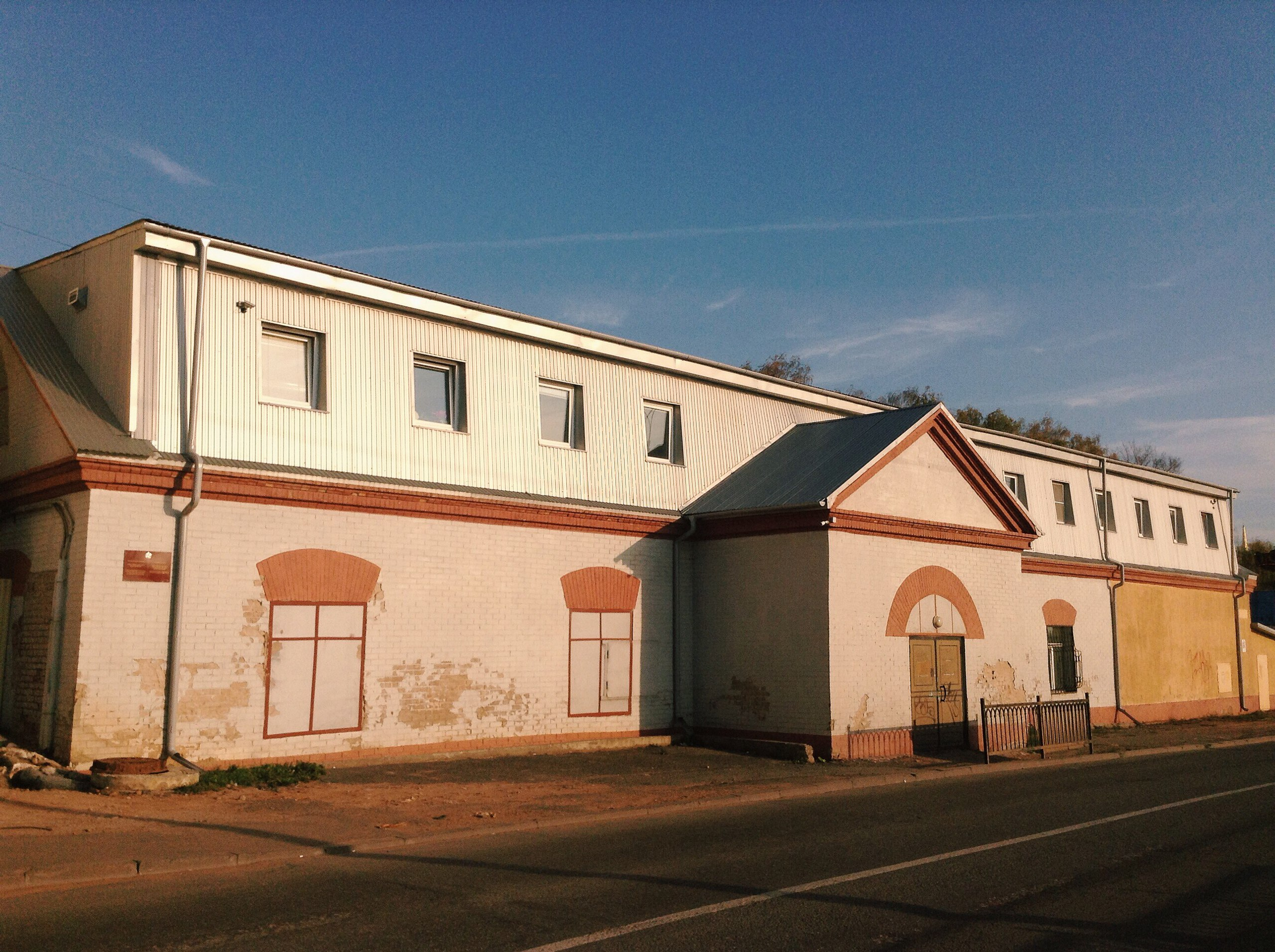
Дом 6 — Корпус ложевых сушил
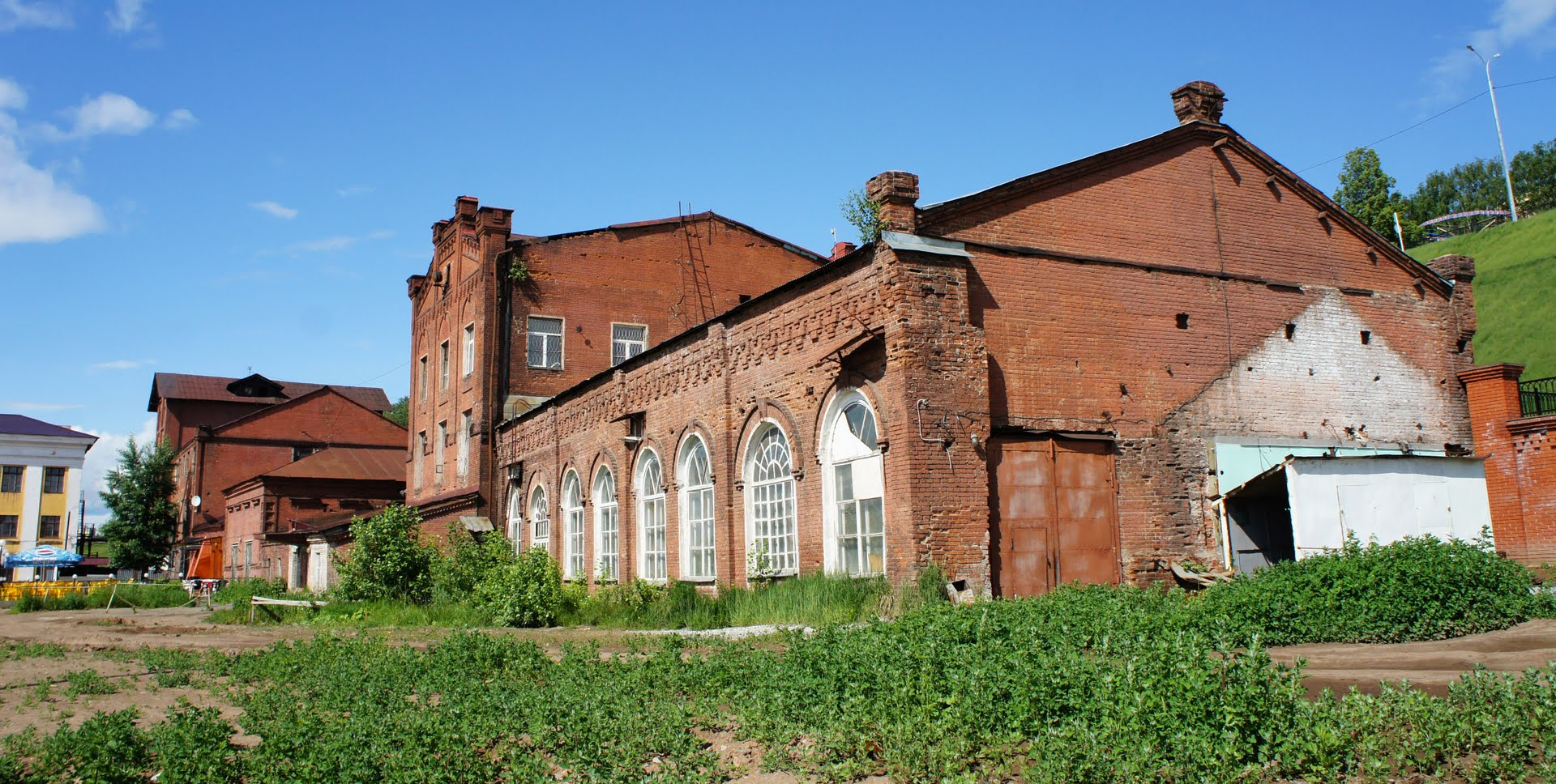
Дом 3 — Пивоваренный завод Бодалёва
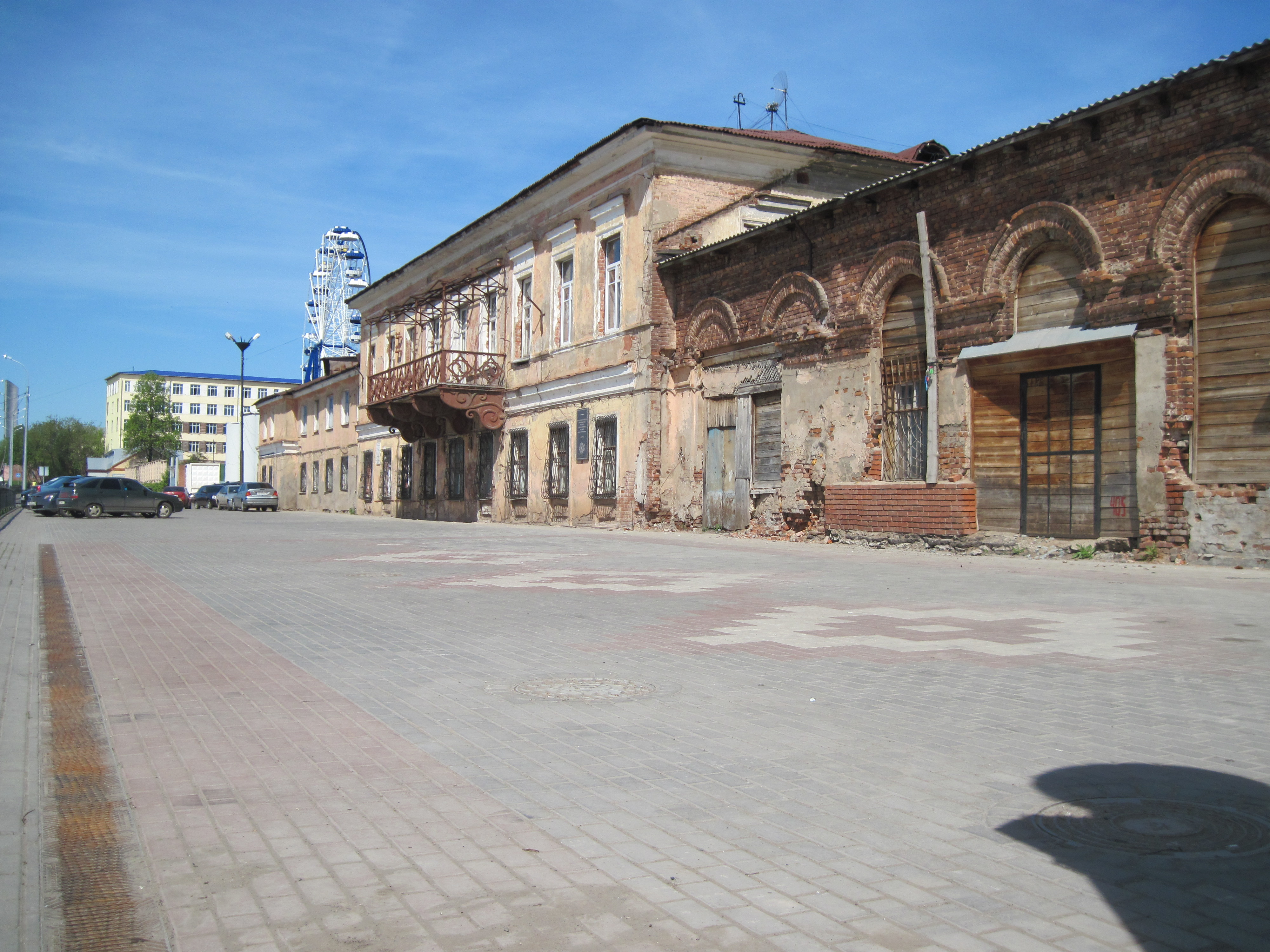
Дом 4 — Генеральский дом